# Казань (корвет, 1807)
«Казань» — 16-пушечный парусный корвет Каспийской флотилии России.

## Описание судна
Парусный корвет, один из четырёх корветов одноимённого типа. Длина судна по сведениям из различных источников составляла от 33,53 до 33,6 метра, ширина от 9,14 до 9,5 метра, а осадка от 3,18 до 3,8 метра. Вооружение судна состояло из 16 орудий. Первый из корветов данного типа, носивший название «Казань», второй был построен в 1816 году.

## История службы
Корвет «Казань» был заложен в 1806 году в Казанском адмиралтействе и после спуска на воду 11 июня 1807 года вошёл в состав Каспийской флотилии России. Строительство вёл корабельный мастер Е. И. Кошкин.
В 1807 году по внутренним путям был переведён из Казани в Астрахань. Принимал участие русско-персидской войне 1804—1813 годов. С 1808 по 1813 год выходил в крейсерские плавания к каспийским берегам Персии.
Корвет был разобран в Астрахани в 1818 году.

## Командиры корвета
Командирами корвета «Казань» в разное время служили:
- Л. И. Барштет (1807—1808 годы).
- П. В. Кордюков (Курдюков) (с 1809 года по июнь 1810 года).
- С. А. Николаев (с июня 1810 года по 1812 год).